# Zasłużony Żołnierz Obrony Terytorialnej
Zasłużony Żołnierz Obrony Terytorialnej – tytuł honorowy i odznaka nadawane żołnierzom Sił Zbrojnych RP ustanowione 24 października 2022 roku rozporządzeniem Ministra Obrony Narodowej.

## Zasady nadawania
Wybitne zasługi dokonane w okresie co najmniej 2 lat pełnienia terytorialnej służby wojskowej, w szczególności czyny świadczące o męstwie, ofiarności albo o odwadze, znaczące osiągnięcia szkoleniowe lub dydaktyczne, w dowodzeniu, szkoleniu, pracy wychowawczej, eksploatacji środków technicznych lub uzbrojenia – wyróżnia żołnierza tytułem honorowym „Zasłużony Żołnierz OT”;
Uprawnionymi do nadawania odznaki są:
- Minister Obrony Narodowej.
- Dowódca Wojsk Obrony Terytorialnej.
- dowódca jednostki wojskowej Wojsk Obrony Terytorialnej.

## Wygląd
Odznakę tytułu honorowego „Zasłużony Żołnierz OT” stanowią dwie nałożone na siebie okrągłe tarcze, zewnętrzna o większej średnicy i wewnętrzna o mniejszej średnicy. Na  awersie  – na pierścieniu, utworzonym po nałożeniu na tarczę zewnętrzną tarczy wewnętrznej, półkoliście ułożone wypukłe napisy: od góry ZASŁUŻONY, od dołu ŻOŁNIERZ OT. Pierścień powstały po nałożeniu tarcz w kolorze oksydowanego srebra. Obramowanie pierścienia i litery  polerowane  na  jasno. Na tarczy wewnętrznej w centrum Znak Polski Walczącej w kolorze srebrnym  zgodny ze znakiem umieszczonym  na  tarczy amazonek orła Wojsk Obrony Terytorialnej. Pod Znakiem Polski Walczącej symetrycznie umieszczone gałązki z liśćmi skierowanymi ku górze – po lewej laurowa, po prawej dębowa. Tło w kolorze szarym. Kontur Znaku Polski Walczącej i liści polerowany na srebrno. Na  rewersie  – grawerowane wgłębnie lub wykonane innym sposobem zapewniającym nieusuwalność i wyrazistość: kolejny numer odznaki łamany przez dwie cyfry oznaczające rok jej wykonania (np. 0001/22) oraz nazwa firmy lub jej znak. Odznaka  wypukła, wykonana z metalu (oprócz cyny i materiałów cynopochodnych), dwuwarstwowa, dwuczęściowa. Mocowana  na lutowany do odznaki gwintowany trzpień o średnicy 2 mm z nakrętką o średnicy 18 mm z bokiem moletkowanym. Wymiary: średnica odznaki 30 mm, średnica tarczy wewnętrznej 20 mm. Pakowana pojedynczo w etui z drewna lub płyty drewnopochodnej, oklejone materiałem pokryciowym novalite nr CL 11102 lub równoważnym, z wieczkiem płaskim zamykanym na ukryte magnesy neodymowe. Wymiary etui dopasowane do wielkości odznaki. 

## Zasady noszenia
Odznakę rozmieszcza się i mocuje na kurtkach mundurów wyjściowych i galowych oraz bluzie wyjściowej marynarskiej:
- na kurtce munduru wyjściowego i galowego Wojsk Lądowych i Sił Powietrznych, na bluzie polowej Wojsk Lądowych, Sił Powietrznych i Marynarki Wojennej spełniającej funkcję ubioru wyjściowego i galowego: przymocowując bezpośrednio do kurtki munduru wyjściowego i galowego albo na pasku skórzanym przypiętym do guzika prawej górnej kieszeni, na środku prawej górnej kieszeni między guzikiem klapki a dolną krawędzią kieszeni, jako odznakę pojedynczą albo drugą (wtedy obie odznaki umieszcza się symetrycznie);
- na kurtce munduru wyjściowego i galowego Marynarki Wojennej: w odległości 60÷80 mm na zewnątrz drugiego górnego prawego guzika, a na bluzach wyjściowych marynarskich 80÷120 mm poniżej rozcięcia dekoltu i 80÷120 mm w prawo od środka przodu bluzy.

Na ubiorze cywilnym nosi się miniaturkę odznaki.